# Ташир (група компаній)
Група компаній «Ташир» — російська промислово-будівельна група. Основним напрямком діяльності групи є будівництво і управління комерційною нерухомістю. Група також реалізує свою діяльність за іншими напрямами - фінанси, енергетика, виробництво, готельний і ресторанний бізнес. Працює в 25 містах Росії і Вірменії.
До групи «Ташир» входить більше 200 компаній різного профілю. За даними Forbes на 2015 рік групі належить 829 тис м² торговельної нерухомості, з них 8 офісних і 25 торгових центрів, в тому числі мережа торгово-розважальних центрів «РИО».